# Nederlands-Antilliaans voetbalelftal (mannen)
Het Nederlands-Antilliaans voetbalelftal was een team van voetballers dat de Nederlandse Antillen vertegenwoordigde bij internationale wedstrijden zoals de (kwalificatie)wedstrijden voor het WK, de Caribbean Cup, en de CONCACAF Gold Cup.
De Nederlands Antilliaanse Voetbal Unie (NAVU) werd in 1921 opgericht en is aangesloten bij de Caraïbische Voetbalunie (CFU), de CONCACAF en de FIFA (sinds 1932). Het Nederlands-Antilliaans voetbalelftal behaalde in december 1992 met de 98e plaats de hoogste positie op de FIFA-wereldranglijst, in december 2003 werd met de 188e plaats de laagste positie bereikt.

## Geschiedenis en enkele feiten
De eerste wedstrijd van de Nederlandse Antillen was op 24 januari 1926 in en tegen Haïti (3-2 winst), en speelde onder de naam Curaçao. Op 3 maart 1948 werd onder de naam Nederlandse Antillen, de eerste wedstrijd gespeeld op het CCCF kampioenschap tegen Panama (3-1 winst) in Guatemala-Stad.
In 2003 heeft de Voetbalbond van de Nederlandse Antillen haar beleid veranderd. Met de lokale voetballers hadden ze zich tot het heden nog nooit gekwalificeerd voor een internationaal toernooi. Er werd besloten om spelers op te roepen van Antilliaanse afkomst, die in Nederland op een respectabel niveau voetballen. Daarnaast werd Pim Verbeek aangetrokken voor de functie als bondscoach, met de missie zich te plaatsen voor het WK 2006. De Nederlandse Antillen reikten niet verder dan de voorrondes.
De Nederlandse Antillen nemen sinds 1958 (toen nog als Curaçao) deel aan de kwalificatiewedstrijden voor het WK en wisten zich nog geen enkele keer te kwalificeren voor een eindronde. In de kwalificatie voor het WK voetbal 2010 versloeg het team onder leiding van de nieuwe bondscoach Leen Looyen in de eerste ronde Nicaragua door in de uitwedstrijd al een kleine tik uit te delen (1-0 winst) en thuis in Willemstad de genadeklap te geven (2-0 winst). In de tweede ronde was Haïti de tegenstander, maar werd het uitgeschakeld.
De Nederlandse Antillen werden in 1955, 1957 (als Curaçao deelnemend) en 1960 tweede op het CCCF kampioenschap (de vroege voorloper van de CONCACAF Gold Cup). In 1963 en 1969 werden de Antillen derde op het CONCACAF kampioenschap (ook een voorloper van de Gold Cup).

### Hervormingen Nederlandse Antillen
Na de staatkundige hervormingen binnen het Koninkrijk der Nederlanden van 10 oktober 2010 werd besloten om het lopende kwalificatietoernooi van de Caribbean Cup 2010 af te sluiten onder de ondertussen opgeheven landsnaam de Nederlandse Antillen. Met de status aparte van Curaçao en Sint Maarten komt er tegelijk ook een Curaçaos voetbalelftal en kan het bestaande voetbalelftal van Sint Maarten zich aansluiten bij de FIFA. Het elftal van Sint Maarten is overigens al langere tijd lid van de CONCACAF en neemt sinds 1992 deel aan de Caribbean Cup. Inwoners van Saba, Sint Eustatius en Bonaire kunnen door de gewijzigde status van die eilanden tot een bijzondere gemeente van Nederland uitkomen voor het Nederlands voetbalelftal.

## Deelname aan internationale toernooien

### WK voetbal
| Wereldkampioenschap voetbal overzicht | Wereldkampioenschap voetbal overzicht | Wereldkampioenschap voetbal overzicht | Wereldkampioenschap voetbal overzicht | Wereldkampioenschap voetbal overzicht | Wereldkampioenschap voetbal overzicht | Wereldkampioenschap voetbal overzicht | Wereldkampioenschap voetbal overzicht | Wereldkampioenschap voetbal overzicht |
| Jaar                                  | Ronde                                 | Wed.                                  | W                                     | G                                     | V                                     | DV                                    | DT                                    |                                       |
| ------------------------------------- | ------------------------------------- | ------------------------------------- | ------------------------------------- | ------------------------------------- | ------------------------------------- | ------------------------------------- | ------------------------------------- | ------------------------------------- |
| 1962                                  | Niet gekwalificeerd                   | Niet gekwalificeerd                   | Niet gekwalificeerd                   | Niet gekwalificeerd                   | Niet gekwalificeerd                   | Niet gekwalificeerd                   | Niet gekwalificeerd                   |                                       |
| 1966                                  | Niet gekwalificeerd                   | Niet gekwalificeerd                   | Niet gekwalificeerd                   | Niet gekwalificeerd                   | Niet gekwalificeerd                   | Niet gekwalificeerd                   | Niet gekwalificeerd                   |                                       |
| 1970                                  | Niet gekwalificeerd                   | Niet gekwalificeerd                   | Niet gekwalificeerd                   | Niet gekwalificeerd                   | Niet gekwalificeerd                   | Niet gekwalificeerd                   | Niet gekwalificeerd                   |                                       |
| 1974                                  | Niet gekwalificeerd                   | Niet gekwalificeerd                   | Niet gekwalificeerd                   | Niet gekwalificeerd                   | Niet gekwalificeerd                   | Niet gekwalificeerd                   | Niet gekwalificeerd                   |                                       |
| 1978                                  | Niet gekwalificeerd                   | Niet gekwalificeerd                   | Niet gekwalificeerd                   | Niet gekwalificeerd                   | Niet gekwalificeerd                   | Niet gekwalificeerd                   | Niet gekwalificeerd                   |                                       |
| 1982                                  | Niet gekwalificeerd                   | Niet gekwalificeerd                   | Niet gekwalificeerd                   | Niet gekwalificeerd                   | Niet gekwalificeerd                   | Niet gekwalificeerd                   | Niet gekwalificeerd                   |                                       |
| 1986                                  | Niet gekwalificeerd                   | Niet gekwalificeerd                   | Niet gekwalificeerd                   | Niet gekwalificeerd                   | Niet gekwalificeerd                   | Niet gekwalificeerd                   | Niet gekwalificeerd                   |                                       |
| 1990                                  | Niet gekwalificeerd                   | Niet gekwalificeerd                   | Niet gekwalificeerd                   | Niet gekwalificeerd                   | Niet gekwalificeerd                   | Niet gekwalificeerd                   | Niet gekwalificeerd                   |                                       |
| 1994                                  | Niet gekwalificeerd                   | Niet gekwalificeerd                   | Niet gekwalificeerd                   | Niet gekwalificeerd                   | Niet gekwalificeerd                   | Niet gekwalificeerd                   | Niet gekwalificeerd                   |                                       |
| 1998                                  | Niet gekwalificeerd                   | Niet gekwalificeerd                   | Niet gekwalificeerd                   | Niet gekwalificeerd                   | Niet gekwalificeerd                   | Niet gekwalificeerd                   | Niet gekwalificeerd                   |                                       |
| 2002                                  | Niet gekwalificeerd                   | Niet gekwalificeerd                   | Niet gekwalificeerd                   | Niet gekwalificeerd                   | Niet gekwalificeerd                   | Niet gekwalificeerd                   | Niet gekwalificeerd                   |                                       |
| 2006                                  | Niet gekwalificeerd                   | Niet gekwalificeerd                   | Niet gekwalificeerd                   | Niet gekwalificeerd                   | Niet gekwalificeerd                   | Niet gekwalificeerd                   | Niet gekwalificeerd                   |                                       |
| 2010                                  | Niet gekwalificeerd                   | Niet gekwalificeerd                   | Niet gekwalificeerd                   | Niet gekwalificeerd                   | Niet gekwalificeerd                   | Niet gekwalificeerd                   | Niet gekwalificeerd                   |                                       |

### CONCACAF / Regionaal landentoernooi
| CONCACAF-kampioenschap overzicht | CONCACAF-kampioenschap overzicht | CONCACAF-kampioenschap overzicht | CONCACAF-kampioenschap overzicht | CONCACAF-kampioenschap overzicht | CONCACAF-kampioenschap overzicht | CONCACAF-kampioenschap overzicht | CONCACAF-kampioenschap overzicht | CONCACAF-kampioenschap overzicht |
| Jaar                             | Ronde                            | Wed.                             | W                                | G                                | V                                | DV                               | DT                               |                                  |
| -------------------------------- | -------------------------------- | -------------------------------- | -------------------------------- | -------------------------------- | -------------------------------- | -------------------------------- | -------------------------------- | -------------------------------- |
| 1963                             | Derde                            | 6                                | 3                                | 0                                | 3                                | 10                               | 8                                |                                  |
| 1965                             | Vijfde                           | 5                                | 0                                | 2                                | 3                                | 4                                | 16                               |                                  |
| 1967                             | Niet gekwalificeerd              | Niet gekwalificeerd              | Niet gekwalificeerd              | Niet gekwalificeerd              | Niet gekwalificeerd              | Niet gekwalificeerd              | Niet gekwalificeerd              |                                  |
| 1969                             | Derde                            | 5                                | 2                                | 1                                | 2                                | 9                                | 12                               |                                  |
| 1971                             | Trok zich terug                  | Trok zich terug                  | Trok zich terug                  | Trok zich terug                  | Trok zich terug                  | Trok zich terug                  | Trok zich terug                  |                                  |
| 1973                             | Zesde                            | 5                                | 0                                | 2                                | 3                                | 4                                | 19                               |                                  |
| 1977                             | Niet gekwalificeerd              | Niet gekwalificeerd              | Niet gekwalificeerd              | Niet gekwalificeerd              | Niet gekwalificeerd              | Niet gekwalificeerd              | Niet gekwalificeerd              |                                  |
| 1981                             | Niet gekwalificeerd              | Niet gekwalificeerd              | Niet gekwalificeerd              | Niet gekwalificeerd              | Niet gekwalificeerd              | Niet gekwalificeerd              | Niet gekwalificeerd              |                                  |
| 1985                             | Niet gekwalificeerd              | Niet gekwalificeerd              | Niet gekwalificeerd              | Niet gekwalificeerd              | Niet gekwalificeerd              | Niet gekwalificeerd              | Niet gekwalificeerd              |                                  |
| 1989                             | Niet gekwalificeerd              | Niet gekwalificeerd              | Niet gekwalificeerd              | Niet gekwalificeerd              | Niet gekwalificeerd              | Niet gekwalificeerd              | Niet gekwalificeerd              |                                  |
| CONCACAF Gold Cup overzicht      |                                  |                                  |                                  |                                  |                                  |                                  |                                  |                                  |
| Jaar                             | Ronde                            | Wed.                             | W                                | G                                | V                                | DV                               | DT                               |                                  |
| 1991                             | Niet gekwalificeerd              | Niet gekwalificeerd              | Niet gekwalificeerd              | Niet gekwalificeerd              | Niet gekwalificeerd              | Niet gekwalificeerd              | Niet gekwalificeerd              |                                  |
| 1993                             | Trok zich terug                  | Trok zich terug                  | Trok zich terug                  | Trok zich terug                  | Trok zich terug                  | Trok zich terug                  | Trok zich terug                  |                                  |
| 1996                             | Niet gekwalificeerd              | Niet gekwalificeerd              | Niet gekwalificeerd              | Niet gekwalificeerd              | Niet gekwalificeerd              | Niet gekwalificeerd              | Niet gekwalificeerd              |                                  |
| 1998                             | Niet gekwalificeerd              | Niet gekwalificeerd              | Niet gekwalificeerd              | Niet gekwalificeerd              | Niet gekwalificeerd              | Niet gekwalificeerd              | Niet gekwalificeerd              |                                  |
| 2000                             | Niet gekwalificeerd              | Niet gekwalificeerd              | Niet gekwalificeerd              | Niet gekwalificeerd              | Niet gekwalificeerd              | Niet gekwalificeerd              | Niet gekwalificeerd              |                                  |
| 2002                             | Niet gekwalificeerd              | Niet gekwalificeerd              | Niet gekwalificeerd              | Niet gekwalificeerd              | Niet gekwalificeerd              | Niet gekwalificeerd              | Niet gekwalificeerd              |                                  |
| 2003                             | Niet gekwalificeerd              | Niet gekwalificeerd              | Niet gekwalificeerd              | Niet gekwalificeerd              | Niet gekwalificeerd              | Niet gekwalificeerd              | Niet gekwalificeerd              |                                  |
| 2005                             | Niet gekwalificeerd              | Niet gekwalificeerd              | Niet gekwalificeerd              | Niet gekwalificeerd              | Niet gekwalificeerd              | Niet gekwalificeerd              | Niet gekwalificeerd              |                                  |
| 2007                             | Niet gekwalificeerd              | Niet gekwalificeerd              | Niet gekwalificeerd              | Niet gekwalificeerd              | Niet gekwalificeerd              | Niet gekwalificeerd              | Niet gekwalificeerd              |                                  |
| 2009                             | Niet gekwalificeerd              | Niet gekwalificeerd              | Niet gekwalificeerd              | Niet gekwalificeerd              | Niet gekwalificeerd              | Niet gekwalificeerd              | Niet gekwalificeerd              |                                  |
| 2011                             | Niet gekwalificeerd              | Niet gekwalificeerd              | Niet gekwalificeerd              | Niet gekwalificeerd              | Niet gekwalificeerd              | Niet gekwalificeerd              | Niet gekwalificeerd              |                                  |

| CCCF kampioenschap overzicht | CCCF kampioenschap overzicht | CCCF kampioenschap overzicht | CCCF kampioenschap overzicht | CCCF kampioenschap overzicht | CCCF kampioenschap overzicht | CCCF kampioenschap overzicht | CCCF kampioenschap overzicht | CCCF kampioenschap overzicht |
| Jaar                         | Ronde                        | Wed.                         | W                            | G                            | V                            | DV                           | DT                           |                              |
| ---------------------------- | ---------------------------- | ---------------------------- | ---------------------------- | ---------------------------- | ---------------------------- | ---------------------------- | ---------------------------- | ---------------------------- |
| 1957                         | Tweede                       | 4                            | 2                            | 1                            | 1                            | 7                            | 4                            |                              |
| 1960                         | Tweede                       | 5                            | 2                            | 2                            | 1                            | 10                           | 11                           |                              |
| 1961                         | Groepsfase                   | 3                            | 0                            | 0                            | 3                            | 3                            | 18                           |                              |

| Caribbean Cup overzicht | Caribbean Cup overzicht | Caribbean Cup overzicht | Caribbean Cup overzicht | Caribbean Cup overzicht | Caribbean Cup overzicht | Caribbean Cup overzicht | Caribbean Cup overzicht | Caribbean Cup overzicht |
| Jaar                    | Ronde                   | Wed.                    | W                       | G                       | V                       | DV                      | DT                      |                         |
| ----------------------- | ----------------------- | ----------------------- | ----------------------- | ----------------------- | ----------------------- | ----------------------- | ----------------------- | ----------------------- |
| 1989                    | Groepsfase              | 2                       | 0                       | 2                       | 0                       | 2                       | 2                       |                         |
| 1990                    | Niet gekwalificeerd     | Niet gekwalificeerd     | Niet gekwalificeerd     | Niet gekwalificeerd     | Niet gekwalificeerd     | Niet gekwalificeerd     | Niet gekwalificeerd     |                         |
| 1991                    | Niet gekwalificeerd     | Niet gekwalificeerd     | Niet gekwalificeerd     | Niet gekwalificeerd     | Niet gekwalificeerd     | Niet gekwalificeerd     | Niet gekwalificeerd     |                         |
| 1992                    | Niet gekwalificeerd     | Niet gekwalificeerd     | Niet gekwalificeerd     | Niet gekwalificeerd     | Niet gekwalificeerd     | Niet gekwalificeerd     | Niet gekwalificeerd     |                         |
| 1993                    | Niet gekwalificeerd     | Niet gekwalificeerd     | Niet gekwalificeerd     | Niet gekwalificeerd     | Niet gekwalificeerd     | Niet gekwalificeerd     | Niet gekwalificeerd     |                         |
| 1994                    | Niet deelgenomen        | Niet deelgenomen        | Niet deelgenomen        | Niet deelgenomen        | Niet deelgenomen        | Niet deelgenomen        | Niet deelgenomen        |                         |
| 1995                    | Niet gekwalificeerd     | Niet gekwalificeerd     | Niet gekwalificeerd     | Niet gekwalificeerd     | Niet gekwalificeerd     | Niet gekwalificeerd     | Niet gekwalificeerd     |                         |
| 1996                    | Niet gekwalificeerd     | Niet gekwalificeerd     | Niet gekwalificeerd     | Niet gekwalificeerd     | Niet gekwalificeerd     | Niet gekwalificeerd     | Niet gekwalificeerd     |                         |
| 1997                    | Niet gekwalificeerd     | Niet gekwalificeerd     | Niet gekwalificeerd     | Niet gekwalificeerd     | Niet gekwalificeerd     | Niet gekwalificeerd     | Niet gekwalificeerd     |                         |
| 1998                    | Groepsfase              | 3                       | 0                       | 0                       | 3                       | 2                       | 9                       |                         |
| 1999                    | Niet gekwalificeerd     | Niet gekwalificeerd     | Niet gekwalificeerd     | Niet gekwalificeerd     | Niet gekwalificeerd     | Niet gekwalificeerd     | Niet gekwalificeerd     |                         |
| 2001                    | Geen deelname           | Geen deelname           | Geen deelname           | Geen deelname           | Geen deelname           | Geen deelname           | Geen deelname           |                         |
| 2005                    | Trok zich terug         | Trok zich terug         | Trok zich terug         | Trok zich terug         | Trok zich terug         | Trok zich terug         | Trok zich terug         |                         |
| 2007                    | Niet gekwalificeerd     | Niet gekwalificeerd     | Niet gekwalificeerd     | Niet gekwalificeerd     | Niet gekwalificeerd     | Niet gekwalificeerd     | Niet gekwalificeerd     |                         |
| 2008                    | Niet gekwalificeerd     | Niet gekwalificeerd     | Niet gekwalificeerd     | Niet gekwalificeerd     | Niet gekwalificeerd     | Niet gekwalificeerd     | Niet gekwalificeerd     |                         |
| 2010                    | Niet gekwalificeerd     | Niet gekwalificeerd     | Niet gekwalificeerd     | Niet gekwalificeerd     | Niet gekwalificeerd     | Niet gekwalificeerd     | Niet gekwalificeerd     |                         |

## Bondscoaches
- Henry Caldera (2010)
- Remko Bicentini (2009-2010)
- Leen Looyen (2007-2008)
- Etienne Siliee (2005-2007)
- Pim Verbeek (2003-2004)
- Henry Caldera (2000)
- Jan Zwartkruis (1992-1994)
- Wilhelm Canword (1988)
- Rob Groener (1983-1985)
- Wilhelm Canword (1973-1976)
- Pedro Celestino Da Cunha (1960-1965)
- Edmundo Confesor (1958-1959)
- Roberto Abalay (1957-1958)
- Pedro Celestino Da Cunha (1954-1957)
- Ernst Schlesinger